# Electroharinera San Lorenzo
La Electroharinera San Lorenzo es un edificio situado en el municipio español de La Rambla, en la provincia de Córdoba (Andalucía). Las instalaciones están dedicadas a la elaboración de harinas y otros productos, siendo una de las fábricas harineras más importantes de España.

## Historia
La sociedad Electro-harinera «San Lorenzo» fue fundada en 1918, si bien no iniciaría sus actividades industriales hasta 1926. La empresa levantó una factoría en La Rambla que estaba a cargo de la elaboración de harina y que disponía de dos panificadoras. Además, sus instalaciones también generaban electricidad para su consumo en la localidad y en los pueblos de alrededor. 
En 1940 se realizaron varias reformas que incluyeron la instalación de un motor diésel con una potencia de 90 CV. Más adelante se levantarían varios silos para almacenar el trigo. Con el tiempo la fábrica fue adquiriendo importancia; para 1999 en sus instalaciones se molturaron unas 77.000 toneladas de trigo, vendiendo 57.000 toneladas de harina y 20.000 toneladas de subproductos.

## Características
Se trata de un conjunto de instalaciones formado por la fábrica propiamente dicha, dos silos de grano, un muelle de carga, almacenes, oficinas y talleres. El silo más antiguo, construido en 1969-1970, está compuesto por seis depósitos verticales en forma cilíndrica y posee una capacidad de almacenamiento de 7.000 toneladas. Por su parte, el silo más moderno (levantado en 1998-2000) está compuesto por diez depósitos cilíndricos y tiene una capacidad de almacenamiento de 20.000 toneladas. El material de construcción que predomina es el hormigón armado.